# Lista över Somalias presidenter
Detta är en lista över Somalias presidenter.
| Bild | Namn                                             | Tillträdde | Avgick | Parti                                                 |
| ---- | ------------------------------------------------ | ---------- | ------ | ----------------------------------------------------- |
|      | Aden Abdullah Osman Daar                         | 1960       | 1967   | SYL                                                   |
|      | Abdirashid Sharmarke                             | 1967       | 1969   | SYL                                                   |
|      | Sheikh Mukhtar Mohamed Hussein                   | 1969       | 1969   | SYL                                                   |
|      | Siad Barre                                       | 1969       | 1991   | Militär / Somali Revolutionary Socialist Party (SRSP) |
|      | Ali Mahdi Muhammad                               | 1991       | 1997   | USC                                                   |
|      | Mohamed Farrah Aidid                             | 1995       | 1996   | Partilös                                              |
|      | Hussein Farrah Aidid                             | 1996       | 1998   | Partilös                                              |
|      | Somali National Alliance                         | 1998       | 2000   | Co-Chairmen of National Salvation Council             |
|      | Somalia Reconciliation and Restoration Council   | 2000       | 2000   | Partilös                                              |
|      | Mohamed Abshir Muse                              | 2000       | 2000   | Partilös                                              |
|      | Abdallah Isaaq Deerow                            | 2000       | 2000   | Partilös                                              |
|      | Abdiqasim Salad                                  | 2000       | 2003   | Partilös                                              |
|      | Abdinur Darman                                   | 2003       | 2003   | Partilös                                              |
|      | Abdiqasim Salad                                  | 2003       | 2004   | Partilös                                              |
|      | Abdullahi Yusuf Ahmed                            | 2004       | 2008   | Partilös                                              |
|      | Sharif Sheikh Ahmed                              | 2006       | 2006   | Islamic Courts Union                                  |
|      | Hassan Dahir Aweys                               | 2006       | 2006   | Union                                                 |
|      | Aden Madobe (Interim)                            | 2008       | 2009   | Rahanweyn Resistance Army (RRA)                       |
|      | Sharif Sheikh Ahmed                              | 2009       | 2012   | Alliance for the Re-liberation of Somalia (ARS)       |
|      | Muse Hassan Sheikh Sayid Abdulle (tillförordnad) | 2012       | 2012   | Partilös                                              |
|      | Mohamed Osman Jawari (tillförordnad)             | 2012       | 2012   | Partilös                                              |
|      | Hassan Sheikh Mohamud                            | 2012       | 2017   | Peace and Development Party (PDP)                     |
|      | Mohamed Abdullahi Mohamed                        | 2017       | 2021   | TPP                                                   |
|      | Hassan Sheikh Mohamud                            | 2021       | 2022   | Peace and Development Party (PDP)                     |
|      | Hassan Sheikh Mohamud                            | 2022       | 2022   | Peace and Development Party (PDP)                     |
|      | H.E.Sadia Haji Samatar                           | 2022       | 2022   | Peace and Development Party (PDP)                     |
|      | Hassan Sheikh Mohamud                            | 2022       |        | Peace and Development Party (PDP)                     |